# Gare de Riom-ès-Montagnes
La gare de Riom-ès-Montagnes est une gare ferroviaire, de la ligne de  Bort-les-Orgues à Neussargues, non exploitée (mais pas déclassée). Elle est située sur le territoire de la commune de Riom-ès-Montagnes, dans le département du Cantal, en région française Auvergne-Rhône-Alpes.
Elle est mise en service en mai 1908, par la compagnie du chemin de fer de Paris à Orléans. Elle constitue un terminus du train touristique saisonnier Gentiane express.

## Situation ferroviaire
Établie à 841 mètres d'altitude, au nord-ouest du bourg, la gare de Riom-ès-Montagnes est située au point kilométrique (PK) 477,098 de la ligne de Bort-les-Orgues à Neussargues, entre les anciennes gares fermées de Saint-Étienne-de-Chomeil - Menet et de Condat - Saint-Amandin.

## Histoire
La gare de Riom-ès-Montagnes est mise en service le 11 mai 1908, par la compagnie du chemin de fer de Paris à Orléans, lorsqu'elle ouvre à l'exploitation le tronçon central de sa ligne de Bort-les-Orgues à Neussargues.
Si la SNCF a fermé le service voyageurs en 1990 et le trafic marchandise en 1991 sur la ligne de Bort-les-Orgues à Neussargues, la gare a retrouvé une activité en 1997 avec l'exploitation touristique partielle de la ligne au départ du Gentiane express en direction de la gare de Lugarde - Marchastel.

## Patrimoine ferroviaire
Désormais, le bâtiment reçoit le siège de la communauté de communes du Pays Gentiane.